# Mariä Geburt (Höhenkirchen)

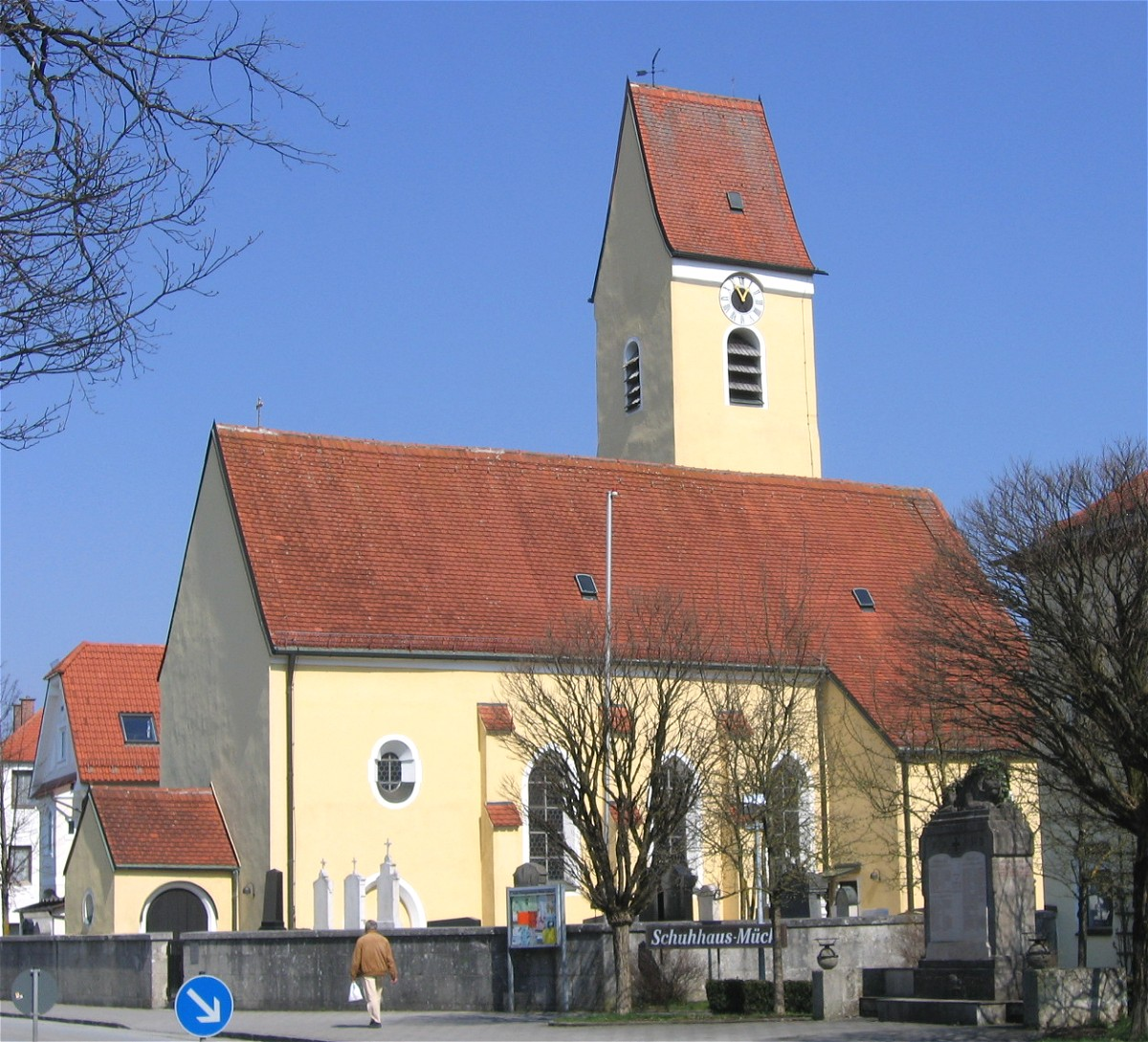
Pfarrkirche Mariä Geburt

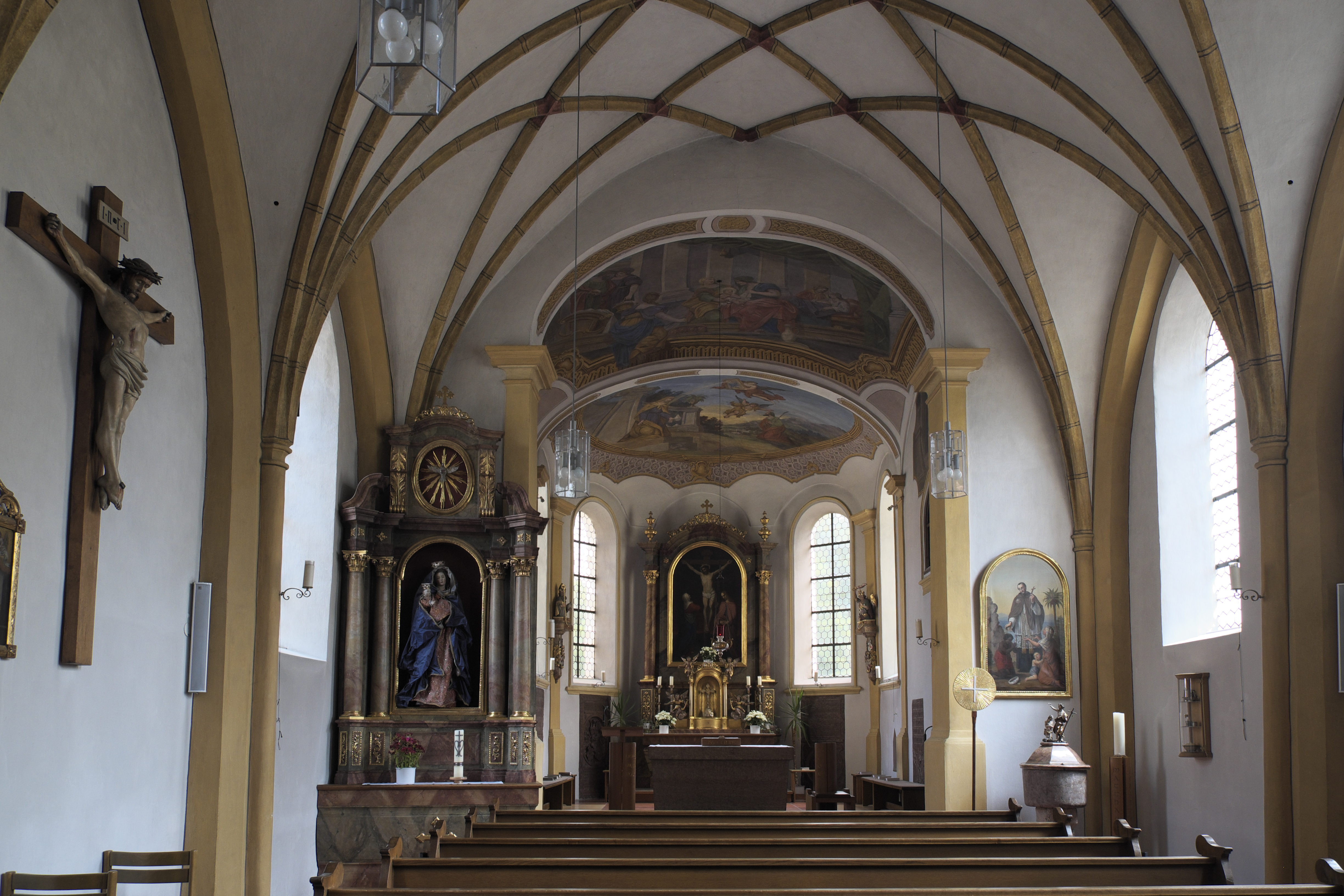
Innenraum

Die Pfarrkirche Mariä Geburt ist die römisch-katholische Dorfkirche von Höhenkirchen in Oberbayern.

## Geschichte
Die erste Kirche in der Rosenheimer Straße war eine kleine Holzkapelle. Sie wurde wohl im 8. Jahrhundert errichtet. An ihrer Stelle entstand 1020 die im romanischen Baustil neu gebaute Kirche (erste Erwähnung). Sie wurde einige Male umgebaut und zuletzt 1983 bis 1985 unter Pfarrer Bernhard Koch in größerem Stile renoviert. Bei dieser Gelegenheit erhielt die Kirche wieder einige Einrichtungsgegenstände zurück, die im Zuge des Zweiten Vatikanischen Konzils 1965 entfernt worden waren.
Der einfache Sattelturm mit einer Höhe von 27 Metern entstand wohl Ende des 15. Jahrhunderts. Im Jahre 1771 wurde das Gotteshaus, vor allem im Chor, barockisiert. Das Westportal erhielt 1860 seine heutige neugotische Gestalt.

## Ausstattung
Der Hochaltar zeigt im Altarbild die Kreuzigungsszene, zu Füßen des Kreuzes sind die Muttergottes und Johannes zu sehen. Es wurde 1860 von Wilhelm Asselborn aus München gemalt.
Im linken Seitenaltar befindet sich eine spätgotische Madonna mit Christuskind.
Das Taufbecken mit der Darstellung Johannes des Täufers ist auf der rechten Seite des Langhauses zu Füßen der Bildtafel „Christus im Kerker“ aufgestellt (der eigentliche Seitenaltar ist im katholischen Pfarrzentrum an der Schulstraße eingelagert).
Auf zwei Halbplastiken, die sich im Altarraum befinden, sind der heilige Erzengel Michael und der heilige Bischof Wolfgang von Regensburg zu sehen. Sie dürften nicht zur eigentlichen Ausstattung der Kirche gehören.
An der linken Seitenwand des Langhauses hängt ein spätgotisches Kreuz, das wohl gegen 1530 entstanden sein dürfte.
Besonders sehenswert sind die Epitaphe, die in der Chorwand vermauert sind und bis ins 16. Jahrhundert datieren. Die Gebeine der Verstorbenen ruhen nicht mehr im Altarraum. Sie wurden in ein Grab auf dem Kirchenfriedhof überführt. Für die Stifter des Benefiziums von Höhenkirchen ist ein eigener Grabstein errichtet worden. Nicht öffentlich zugänglich ist der Grabgedenkstein für Adam Schöttl im Kirchturm. Der Jäger von Höhenkirchen spielte eine nicht unwesentliche Rolle bei der sogenannten Sendlinger Mordweihnacht.